# Ik wens
Ik wens is een lied van de Nederlandse zanger Rolf Sanchez. Het werd in 2020 als single uitgebracht.

## Achtergrond
Ik wens is geschreven door Léon Palmen, Guianko Gomez en Roelof Wienk en geproduceerd door Palm Trees. Het is een kerstlied uit het genre nederpop. Het is het eerste kerstlied dat de zanger heeft uitgebracht. Het lied heeft grotendeels Nederlandstalige tekst, maar ook een couplet is in het Spaans. In het lied wenst de liedverteller een normaal kerstfeest aan de luisteraar. Dit was ten tijde van uitbrengen geen normale zaak, aangezien door de coronacrisis mensen elkaar tijdens de kerstdagen elkaar niet konden opzoeken. Met de gedachten om mensen troost en hoop te geven, hebben de liedschrijvers dit lied geschreven.

## Hitnoteringen
De zanger had weinig succes met het lied. Het kwam niet in de Single Top 100 terecht en er was ook geen notering in de Top 40, al was daar wel de vijftiende plaats in de Tipparade.